# Tommaso Gallarati Scotti

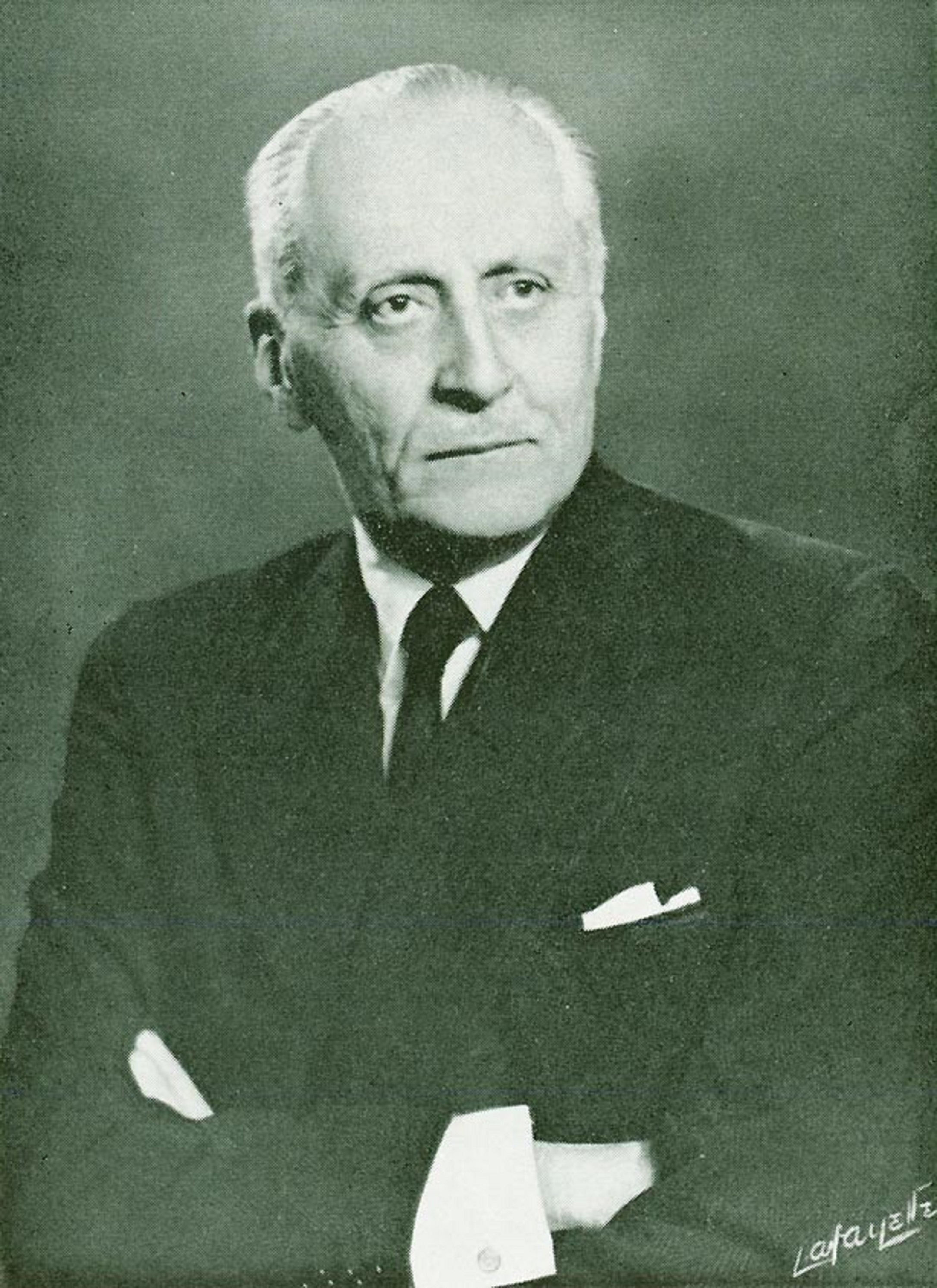
Tommaso Gallarati Scotti

Tommaso Fulco Gallarati Scotti, 4. Principe di Molfetta, 10. Duca di San Pietro in Galatina, 8. Marchese di Cerano (* 18. November 1878 in Mailand; † 1. Juni 1966 in Bellagio) war ein italienischer Schriftsteller und Diplomat.

## Leben
Tommaso Gallarati Scotti war der älteste Sohn von Gian Carlo Gallarati Scotti, Principe di Molfetta, Duca di San Pietro in Galatina, und Maria Luisa Melzi d’Eril. Er hatte Achille Ratti, den späteren Pius XI., zum Religionslehrer. 1899 traf er Antonio Fogazzaro und engagierte sich bei karitativen Initiativen zugunsten von Auswanderern, Blinden und armen Waisen. 1901 schloss er ein Studium der Geisteswissenschaft an der Universität Genua ab.
1907 war er Mitgründer der Zeitung Il Rinnovamento, die versuchte, den Katholizismus mit der modernen Wissenschaft in Einklang zu bringen, was von der katholischen Kirche abgelehnt wurde. 1909 engagierte er sich publizistisch für die Associazione Nazionale per gli Interessi del Mezzogiorno. Nach dem Tod von Fogazzaro am 7. März 1911 redigierte er dessen Biografie La vita di Antonio Fogazzaro, die 1920 veröffentlicht wurde.
Tommaso Gallarati Scotti meldete sich im Ersten Weltkrieg freiwillig zur Armee und wurde Stabsoffizier von Luigi Cadorna. 1918 heiratete er Contessa Aurelia Cittadella Vigodarzere.
Gallarati Scotti war Mitunterzeichner des Manifesto degli intellettuali antifascisti und Mitarbeiter der oppositionellen Blätter Il caffè und Il Popolo. Scotti akzeptierte die Lateranverträge, war aber vom Konkordat des faschistischen Staates mit der katholischen Kirche nicht begeistert. Er veröffentlichte 1934 Vita di Dante, Così sia, Miraluna, Storie di noi mortali, La confessione di Flavio Dossi und eine Neuauflage von Vita di Antonio Fogazzaro.
Anfang Februar 1939 hatte er eine Audienz bei Pius XI. Er wurde durch die italienische Geheimpolizei überwacht und fand 1943 Zuflucht in der Villa Melzi. Während seines Exils in der Schweiz verlegte er mit Luigi Einaudi die Zeitschrift »L'Italia e il secondo Risorgimento«. Die Regierung von Winston Churchill legte den katholisch-liberalen-antifaschistischen Widerstand in der Schweiz in die Hände von Luigi Cadorna. In diesem Ambiente konnte Tommaso Gallarati Scotti Enrico Mattei davon überzeugen, dass der italienische Befreiungskampf nicht ausschließlich kommunistisch sei. Er war Mitarbeiter an einer Denkschrift, die zur Basis des Parteiprogrammes der Partito Liberale Italiano wurde.
Von 25. November 1945 bis Oktober 1947 war Gallarati Scotti Botschafter bei Francisco Franco. Von 6. Oktober 1947 bis 19. Oktober 1951 war er Ambassador to the Court of St James’s. Er schrieb eine Biografie über Alessandro Manzoni und Interpretazioni e memorie.
Scotti wurde in der Kapelle der Villa Melzi in Bellagio beigesetzt.